# 双有理不変量
代数幾何学において、双有理不変量(birational invariant)は、双有理同値写像で保存される性質である。 

## 定義
双有理不変量は、代数多様体の双有理同値類上の well-defined な量や対象である。言い換えると、双有理不変量は、代数多様体の函数体のみに依存する。

## 例
最初の例は、ベルンハルト・リーマン (Bernhald Riemann) 自身の基礎的な仕事により与えられる。彼は論文で、各々の代数曲線に対してリーマン面を定義できることを示した。すべてのリーマン面は、代数曲線から生じ、双有理同値の違いを除いて well-defined で、2つの双有理同値な曲線は同じ曲面を与える。従って、リーマン面、あるいはより単純に、リーマン面の種数は、双有理不変量である。
より複雑な例は、ホッジ理論により与えられる。代数曲面の場合には、非特異射影複素曲面のホッジ数 h0,1 や h0,2 は双有理不変量である。ホッジ数 h1,1 は双有理不変量ではない、なぜならば、曲面上の曲線への点のブローアップによって増えることがあるからである。